# Kingsley Schindler
Kingsley Schindler (Amburgo, 12 luglio 1993) è un calciatore tedesco naturalizzato ghanese, centrocampista del Samsunspor e della nazionale ghanese.

## Caratteristiche tecniche
È un esterno destro.

## Carriera

### Club
Ha debuttato in Bundesliga il 17 agosto 2019 disputando con il Colonia l'incontro perso 2-1 contro il Wolfsburg.
Il 6 agosto 2020 viene ceduto in prestito all'Hannover 96, club in cui ha militato in precedenza.

### Nazionale
Nel marzo 2023 viene convocato per la prima volta dal Ghana (nazionale delle sue origini), in sostituzione dell'infortunato Tariq Lamptey, con cui esordisce il 27 del mese stesso nella sfida pareggiata 1-1 in casa dell'Angola.

## Statistiche

### Presenze nei club
Aggiornate al 14 aprile 2023 
| Stagione             | Squadra              | Campionato           | Campionato | Campionato | Coppe nazionali | Coppe nazionali | Coppe nazionali | Coppe continentali | Coppe continentali | Coppe continentali | Altre coppe | Altre coppe | Altre coppe | Totale | Totale |
| Stagione             | Squadra              | Comp                 | Pres       | Reti       | Comp            | Pres            | Reti            | Comp               | Pres               | Reti               | Comp        | Pres        | Reti        | Pres   | Reti   |
| -------------------- | -------------------- | -------------------- | ---------- | ---------- | --------------- | --------------- | --------------- | ------------------ | ------------------ | ------------------ | ----------- | ----------- | ----------- | ------ | ------ |
| 2010-2011            | Concordia Amburgo    | OL                   | 1          | 0          | -               | -               | -               | -                  | -                  | -                  | -           | -           | -           | 1      | 0      |
| 2012-2013            | TSG Neustrelitz      | RL                   | 20         | 2          | -               | -               | -               | -                  | -                  | -                  | MVP         | 1           | 0           | 21     | 1      |
| 2013-2014            | Hoffenheim II        | RL                   | 21         | 8          | -               | -               | -               | -                  | -                  | -                  | -           | -           | -           | 21     | 8      |
| 2014-2015            | Hoffenheim II        | RL                   | 26         | 4          | -               | -               | -               | -                  | -                  | -                  | -           | -           | -           | 26     | 4      |
| 2015-2016            | Hoffenheim II        | RL                   | 30         | 3          | -               | -               | -               | -                  | -                  | -                  | -           | -           | -           | 30     | 3      |
| Totale Hoffenheim II | Totale Hoffenheim II | Totale Hoffenheim II | 77         | 15         |                 | -               | -               |                    | -                  | -                  |             | -           | -           | 77     | 15     |
| 2016-2017            | Holstein Kiel        | 3L                   | 35         | 12         | -               | -               | -               | -                  | -                  | -                  | SHP         | 3           | 1           | 38     | 13     |
| 2017-2018            | Holstein Kiel        | 2BL                  | 33+2       | 12         | CG              | 2               | 1               | -                  | -                  | -                  | -           | -           | -           | 37     | 14     |
| 2018-2019            | Holstein Kiel        | 2BL                  | 23         | 6          | CG              | 3               | 1               | -                  | -                  | -                  | -           | -           | -           | 26     | 7      |
| Totale Holstein Kiel | Totale Holstein Kiel | Totale Holstein Kiel | 93         | 30         |                 | 5               | 2               |                    | -                  | -                  |             | -           | -           | 98     | 32     |
| 2019-2020            | Colonia              | BL                   | 13         | 0          | CG              | 2               | 0               | -                  | -                  | -                  | -           | -           | -           | 15     | 0      |
| 2020-2021            | Hannover 96          | 2BL                  | 26         | 0          | CG              | 1               | 0               | -                  | -                  | -                  | -           |             |             | 27     | 0      |
| 2021-2022            | Colonia              | BL                   | 18         | 1          | CG              | 2               | 0               | -                  | -                  | -                  | -           | -           | -           | 20     | 1      |
| 2022-2023            | Colonia              | BL                   | 22         | 0          | CG              | -               | -               | UECL               | 1+5                | 1+0                | -           | -           | -           | 15     | 2      |
| Totale Colonia       | Totale Colonia       | Totale Colonia       | 53         | 0          |                 | 4               | 0               |                    | 6                  | 1                  |             | -           | -           | 63     | 2      |
| Totale carriera      | Totale carriera      | Totale carriera      | 270        | 48         |                 | 10              | 2               |                    | 6                  | 1                  |             | 4           | 1           | 290    | 52     |

### Cronologia presenze e reti in nazionale
| Cronologia completa delle presenze e delle reti in nazionale ― Ghana | Cronologia completa delle presenze e delle reti in nazionale ― Ghana | Cronologia completa delle presenze e delle reti in nazionale ― Ghana | Cronologia completa delle presenze e delle reti in nazionale ― Ghana | Cronologia completa delle presenze e delle reti in nazionale ― Ghana | Cronologia completa delle presenze e delle reti in nazionale ― Ghana | Cronologia completa delle presenze e delle reti in nazionale ― Ghana | Cronologia completa delle presenze e delle reti in nazionale ― Ghana |
| Data                                                                 | Città                                                                | In casa                                                              | Risultato                                                            | Ospiti                                                               | Competizione                                                         | Reti                                                                 | Note                                                                 |
| -------------------------------------------------------------------- | -------------------------------------------------------------------- | -------------------------------------------------------------------- | -------------------------------------------------------------------- | -------------------------------------------------------------------- | -------------------------------------------------------------------- | -------------------------------------------------------------------- | -------------------------------------------------------------------- |
| 27-3-2023                                                            | Luanda                                                               | Angola                                                               | 1 – 1                                                                | Ghana                                                                | Qual. Coppa d'Africa 2023                                            | -                                                                    |                                                                      |
| 12-9-2023                                                            | Accra                                                                | Ghana                                                                | 3 – 1                                                                | Liberia                                                              | Amichevole                                                           | -                                                                    |                                                                      |
| 14-10-2023                                                           | Charlotte                                                            | Messico                                                              | 2 – 0                                                                | Ghana                                                                | Amichevole                                                           | -                                                                    | 71’                                                                  |
| 17-10-2023                                                           | Nashville                                                            | Stati Uniti                                                          | 4 – 0                                                                | Ghana                                                                | Amichevole                                                           | -                                                                    | 46’                                                                  |
| 15-11-2024                                                           | Talatona                                                             | Angola                                                               | 1 – 1                                                                | Ghana                                                                | Qual. Coppa d'Africa 2025                                            | -                                                                    | 79’ 81’                                                              |
| 18-11-2024                                                           | Accra                                                                | Ghana                                                                | 1 – 2                                                                | Niger                                                                | Qual. Coppa d'Africa 2025                                            | -                                                                    | 46’                                                                  |
| 21-3-2025                                                            | Accra                                                                | Ghana                                                                | 5 – 0                                                                | Ciad                                                                 | Qual. Mondiali 2026                                                  | -                                                                    |                                                                      |
| 24-3-2025                                                            | Al Hoceima                                                           | Madagascar                                                           | 0 – 3                                                                | Ghana                                                                | Qual. Mondiali 2026                                                  | -                                                                    |                                                                      |
| Totale                                                               |                                                                      | Presenze                                                             | 8                                                                    |                                                                      | Reti                                                                 | 0                                                                    |                                                                      |